# ホワイト郡 (ジョージア州)
ホワイト郡（White County）は、アメリカ合衆国ジョージア州にある郡である。人口は2万8003人（2020年）。郡庁所在地はクリーブランドである。

## 地理
アメリカ合衆国統計局によると、この郡は総面積627 km2 (242 mi2) である。このうち626 km2 (242 mi2) が陸地で2 km2 (1 mi2) が水地域である。総面積の0.24%が水地域となっている。

## 人口動勢

2000年時点のホワイト郡の人口ピラミッド

2000年現在の国勢調査で、この郡は人口19,944人、7,731世帯、及び5,782家族が暮らしている。人口密度は32/km2 (83/mi2) である。15/km2 (39/mi2) の平均的な密度に9,454軒の住宅が建っている。この郡の人種的な構成は白人95.16%、アフリカン・アメリカン2.17%、先住民0.40%、アジア0.51%、太平洋諸島系0.18%、その他の人種0.51%、及び混血1.07%である。ここの人口の1.56%はヒスパニックまたはラテン系である。
この郡内の住民は23.20%が18歳未満の未成年、18歳以上24歳以下が9.20%、25歳以上44歳以下が27.80%、45歳以上64歳以下が25.20%、及び65歳以上が14.60%にわたっている。中央値年齢は38歳である。女性100人ごとに対して男性は98.20人である。18歳以上の女性100人ごとに対して男性は94.80人である。
この郡内の世帯ごとの平均的な収入は36,084米ドルであり、家族ごとの平均的な収入は40,704米ドルである。男性は29,907米ドルに対して女性は22,168米ドルの平均的な収入がある。この郡の一人当たりの収入 (per capita income) は17,193米ドルである。人口の10.50%及び家族の8.40%は貧困線以下である。全人口のうち18歳未満の12.30%及び65歳以上の15.40%は貧困線以下の生活を送っている。

## 都市及び町
- クリーブランド (Cleveland)
- ヘレン (Helen)